# Sabalia sericaria
Sabalia sericaria är en fjärilsart som beskrevs av Gustav Weymer 1896. Sabalia sericaria ingår i släktet Sabalia och familjen fältspinnare, Brahmaeidae. Inga underarter finns listade i Catalogue of Life.